# Julia Monro

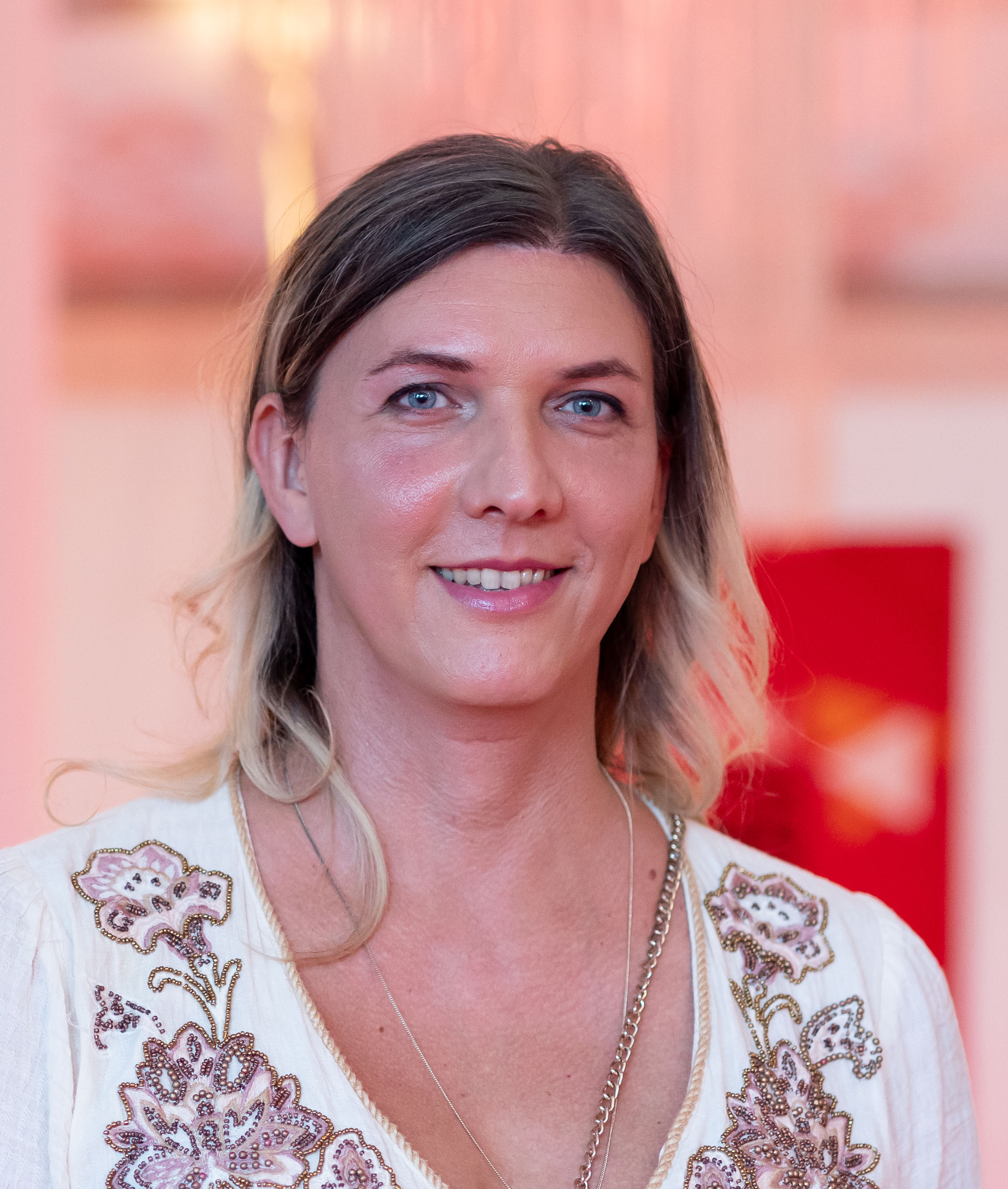
Monro beim Filmfest Ludwigshafen 2024 zur Premiere des Films „Ungeschminkt“

Julia Monro (* 1981 in Andernach) ist eine deutsche Aktivistin, Autorin, Beraterin und Journalistin, die sich für die Rechte von transgeschlechtlichen Personen und geschlechtliche Vielfalt einsetzt. Sie ist bekannt für ihre umfangreiche Aufklärungsarbeit, ihre mediale Präsenz und ihre Beratertätigkeit in verschiedenen sozialen und kulturellen Projekten.

## Leben und Wirken
Julia Monro wurde 1981 in Andernach geboren. Schon früh erkannte sie ihre transgeschlechtliche Identität, lebte jedoch viele Jahre im Verborgenen. In ihren Dreißigern begann sie offen zu ihrer Geschlechtsidentität zu stehen, was einen Wendepunkt in ihrem persönlichen und beruflichen Leben darstellte. Seit 2017 engagiert sie sich aktiv in der Antidiskriminierungsarbeit und ist eine der bekanntesten Stimmen für die Rechte von transgeschlechtlichen Menschen in Deutschland.
Monro ist Gründerin des Projekts Transkids, welches trans* Kindern und Jugendlichen Beratung und Unterstützung bietet. Ihr Engagement begann in der Deutschen Gesellschaft für Trans* und Inter*geschlechtlichkeit (dgti e.V.). Sie leitete dort bis Ende 2019 die Erfassungsstelle für den Ergänzungsausweis. Ab 2020 übernahm sie im Verein die Öffentlichkeits- und Pressearbeit. Sie war zudem von 2018 bis 2020 Mitglied im geschäftsführenden Vorstand des Bundesverbands Trans* e.V. und setzte sich in dieser Rolle für die rechtliche und gesellschaftliche Gleichstellung von transgeschlechtlichen Personen ein. Seit 2024 ist sie im Bundesvorstand des LSVD+ – Verband Queere Vielfalt.

## Medien und Publikationen
Julia Monro ist als Beraterin und Autorin in verschiedenen medialen Kontexten tätig und begleitet regelmäßig Produktionen mit Sensitivity Reading. Sie war maßgeblich an der inhaltlichen Beratung für den Film Bis ans Ende der Nacht (2023) beteiligt, um die Figur der transgeschlechtlichen Frau Leni zu entwickeln. Die Rolle wurde von der österreichischen transgeschlechtlichen Schauspielerin Thea Ehre gespielt und im Rahmen der Berlinale mit einem Bären ausgezeichnet.
Zudem unterstützte sie den ZDF-Moderator Jan Böhmermann und sein Team beim ZDF Magazin Royale, um eine fundierte Berichterstattung über Transfeindlichkeit zu gewährleisten.
Sie wirkte auch bei der filmischen Umsetzung von Ungeschminkt mit, einem Film mit Adele Neuhauser in der Hauptrolle der transgeschlechtlichen Frau Josefa. Monro betonte bei der Zusammenarbeit, dass es ihr wichtig sei, stereotype Darstellungen geschlechtlicher Vielfalt zu vermeiden. Der Film wurde am 13. November 2024 in der ARD ausgestrahlt und gewann den Publikumspreis der Biberacher Filmfestspiele.
Neben mehreren Beiträgen als Co-Autorin in verschiedenen Büchern hat sie 2024 gemeinsam mit Janka Kluge das Buch Einfach. Selbst. Bestimmt. im KiWi-Verlag herausgegeben, das sich kritisch mit Vorurteilen gegenüber transgeschlechtlichen Personen und der Debatte um das Selbstbestimmungsgesetz auseinandersetzt. Die beiden Herausgeberinnen haben in einem Interview preisgegeben, dass ihr Buch insbesondere eine Antwort auf das Buch Transsexualität. Was ist eine Frau? Was ist ein Mann? – Eine Streitschrift (2022) von Alice Schwarzer und Chantal Louis darstellt. Monro ist auch Autorin bei queer.de.
Darüber hinaus hat Monro 22 Folgen in 4 Staffeln der Comedy-Serie Pension Transbacher für den Streaminganbieter Amazon Prime produziert.

## Aktivismus und Positionen
Monros Aktivismus umfasst Vorträge, Workshops und Publikationen, in denen sie sich mit gesellschaftlichen Missständen auseinandersetzt und für eine respektvolle Auseinandersetzung mit Themen der geschlechtlichen Vielfalt wirbt.

### Selbstbestimmungsgesetz
Monro hat einen beherzten Einsatz für die Abschaffung des Transsexuellengesetzes (TSG) gezeigt und für die Einführung des Selbstbestimmungsgesetzes plädiert. In einem SZ-Interview offenbarte sie, dass sie regelmäßig an politischen Diskussionsrunden teilnimmt und in beratender Funktion tätig sei. Ihre diplomatische Art und Insiderwissen ermöglichen ihr Verhandlungen mit beteiligten Abgeordneten unterschiedlicher Parteien. Angebote für eine Parteimitgliedschaft lehnte sie jedoch stets ab. Sie betont, dass vieles im Hintergrund fernab der Öffentlichkeit passiere und unterscheidet zwischen Aktivismus und Lobbyismus mit dem Zitat: „wir sind ehrenamtlich tätig und engagieren uns für Menschen, nicht für Bankkonten.“
2019 leakte sie mit der Investigativjournalistin Juliane Löffler bei Buzzfeed News den TSG-Gesetzesentwurf von der damaligen Justizministerin Katarina Barley (SPD). In einem persönlichen Treffen mit der Ministerin verhandelte sie anschließend intensiv über die darin enthaltenen Punkte und kritisierte insbesondere die Neuerung, dass in einer Ehe auch Partner für die Änderung des Geschlechtseintrags und des Vornamens befragt werden sollen.
2020 veröffentlichte sie erstmals einen Fragebogen aus einem Begutachtungsverfahren nach dem Transsexuellengesetz, um auf die Missstände aufmerksam zu machen.
Der Bericht wurde von mehreren Medien aufgegriffen, und wenig später wurden die Fragen im Bundestag bei einer Aktuellen Stunde von dem Abgeordneten Sven Lehmann (B90/Grüne) zitiert und so eine öffentliche Debatte über die entwürdigenden Begutachtungsverfahren eingeläutet.
2021 schienen die langen Verhandlungen innerhalb der Großen Koalition ins Stocken zu geraten. Die CDU wollte an einer Begutachtunspflicht für die Änderung des Geschlechtseintrags festhalten, während die SPD ihr Versprechen einlösen wollte diese abzuschaffen, ebenso wie das gerichtliche Verfahren. Schließlich forderte Monro die SPD zum Trans Day of Visibility (TDoV) am 31. März 2021 auch öffentlich auf, Wort zu halten und richtete einen Appell an die beteiligten Ministerien.
Einen Tag später verkündete die SPD, dass sie die Verhandlungen mit der CDU abbricht: „Da eine selbstbestimmte und respektvolle Reform mit unserem Koalitionspartner CDU/CSU nicht zu finden ist, ist es richtig, die Verhandlungen an diesem Punkt zu beenden und einen weiteren Anlauf in der neuen Legislaturperiode mit neuen politischen Partnern zu unternehmen.“
In der darauffolgenden Legislaturperiode wurde von der Ampelkoalition ein neuer Entwurf für ein Selbstbestimmungsgesetz eingebracht. Monro äußerte sich mit ihrer Expertise häufig in den Medien. Am 12. April 2024 wurde das Gesetz im Bundestag verabschiedet. Welchen Anteil Monro an den Entwicklungen hatte, ist bisher nicht öffentlich bekannt.
Um praktische Anwendungshinweise für Änderungen des Geschlechtseintrags zur Verfügung zu stellen, hat Monro eine Website zum §45b PStG (siehe Gesetz zur Änderung der in das Geburtenregister einzutragenden Angaben) erstellt. Sie ist als Initiatorin des Projekts außerdem Inhaberin der Website sbgg.info.

### Sanitäre Anlagen
Die VDI 6000 ist eine Richtlinienreihe mit Hinweisen zur Ausstattung von Gebäuden mit Sanitärräumen. Nach Einführung des Geschlechtseintrags „divers“ sah sich der Verein Deutscher Ingenieure (VDI) dazu verpflichtet, diese gesetzliche Neuerung zu berücksichtigen. In einem Tweet offenbarte Julia Monro, dass sie für die dgti als Expertin beratend tätig war.
Der Deutsche Sauna Bund veröffentlichte Ende 2024 einen Leitfaden zum Umgang mit dem kürzlich in Kraft getretenen Selbstbestimmungsgesetz. Monro kritisierte diese Veröffentlichung, weil es einen Bezug zum Selbstbestimmungsgesetz herstellt, obwohl im Gesetz klar betont wird, dass der Zugang zu geschlechtsspezifischen Räumen nicht vom Gesetz geregelt werden und bezeichnete den Leitfaden als erste „bathroom bill“ Deutschlands.

### Polizeidienst
Monro bewarb sich 2017 für den Polizeidienst und wurde aufgrund der Polizeidienstvorschrift (PDV) 300 wegen ihrer Transgeschlechtlichkeit abgelehnt.
Daraufhin engagierte sie sich für eine Verbesserung der Vorschrift. Nach jahrelangen politischen Gesprächen und durch die Zusammenarbeit mit dem transgeschlechtlichen Polizisten Joschua Thuir von VelsPol Deutschland gelang eine Aktualisierung der PDV 300. Die neue Regelung trat zum Jahresbeginn 2021 in Kraft.

### Sport
Monro berät Institutionen wie den Deutschen Fußball-Bund (DFB) und die KoFaS gGmbH. Gemeinsam mit dem DFB entwickelte sie eine Spielordnung, die transgeschlechtlichen, intergeschlechtlichen und nicht-binären Personen erlaubt, selbst über ihre Teilnahme an gemischtgeschlechtlichen Teams zu entscheiden. Diese Errungenschaft bezeichnete sie als „Meilenstein“ und als „Signalwirkung“ für den Sport. Mit KoFaS realisierte sie das Projekt „Vielfalt im Stadion“, das sich für mehr Inklusion geschlechtlicher Vielfalt im Fußball einsetzt. Daraufhin wurden bei der Fußball-EM 2024 in Deutschland erstmals auch „Sensitivity Lanes“ eingeführt.
Monro ist selbst Fußballfan. Mit ihrem Lieblingsverein Borussia Dortmund hat sie eine Veranstaltung über Diskriminierung und Zivilcourage bei queeren Menschen im Fußball durchgeführt. Der BVB-Aktionstag „SchwarzBuntGelb“ gegen LSBTIQ*-Feindlichkeit fand am 19. November 2022 im Signal Iduna Park statt, einen Tag vor dem sogenannten Transgender Day of Remembrance (TDoR), dem weltweiten Gedenktag an ermordete transgeschlechtliche Menschen.
Als der BVB 2023 den umstrittenen Fußballprofi Felix Nmecha vom VfL Wolfsburg verpflichten wollte, meldete sich auch Monro mit Kritik zu Wort. Der strenggläubige Fußballprofi fiel mit Homo- und Transfeindlichkeit auf. In einem Interview mit dem Fernsehsender Sky kritisierte sie den BVB, dass dieser nicht zu seinen Werten stehe, und warf ihm Verrat vor.

## Rezeption
Julia Monros Arbeit ist breit rezipiert worden. Sie ist von gofeminin.de für ihre Aufklärungsarbeit und ihr Engagement ausgezeichnet worden und hat den Selbsthilfepreis Rheinland-Pfalz für das Projekt Transkids erhalten. Ihre mediale und beratende Tätigkeit ist als wichtiger Beitrag zur gesellschaftlichen Diskussion über Geschlechtsidentität und Diskriminierung gewürdigt worden.
2022 erhielt sie für ihr ehrenamtliches Engagement den Sonderpreis des Landrats Jens Marco Scherf aus dem Landkreis Miltenberg.